# Колосовка (Калининградская область)
Колосовка (до 1946 года Вилльгайтен) — посёлок в Зеленоградском районе Калининградской области. Входит в состав Переславского сельского поселения.

## Население
| 2002 | 2010  |
| ---- | ----- |
| 1459 | ↗1538 |

## История
В Вилльгайтене в апреле 1945 года вспомогательный наблюдательный пункт 3-го Белорусского фронта. В 1946 году Вилльгайтен был переименован в поселок Колосовку. В 2005 году в состав Колосовки был включён посёлок Хрустальное (до 1946 года Викау).

## Достопримечательности
- Братская могила советских воинов, в которой захоронено 203 воина. На ней в 1956 году был установлен памятник, а в 1975 году проведены реставрационные работы.
- Памятник обербургомистру Кёнигсберга, депутату Рейхстага Герману Теодору Гофману (1836-1902), установлен в 1905 году.